# Iwanki (województwo podlaskie)
Iwanki – wieś w Polsce położona w województwie podlaskim, w powiecie hajnowskim, w gminie Narew.
| SIMC    | Nazwa  | Rodzaj              |
| ------- | ------ | ------------------- |
| 0036044 | Rohozy | część wsi (do 2022) |

W latach 1975–1998 miejscowość administracyjnie należała do województwa białostockiego.
Wieś w 2011 roku zamieszkiwały 54 osoby.
Wieś posiada charakter wielowyznaniowy. W Iwankach znajduje się dom modlitwy Kościoła Adwentystów Dnia Siódmego podlegający okręgowi podlaskiemu diecezji wschodniej tego Kościoła. Prawosławni mieszkańcy wsi należą do parafii pw. św. Michała Archanioła w Trześciance, a rzymskokatoliccy do parafii Wniebowzięcia Najświętszej Maryi Panny i św. Stanisława Biskupa i Męczennika w Narwi.
Przez wieś przepływa rzeka Ruda.